# Сітка Аполлонія
Сітка Аполлонія — фрактал, що будується за трьома колами, які попарно дотикаються. Являє собою граничну множину різноманітних послідовностей кіл, кожна з яких дотикається до трьох вже побудованих. Названа на честь грецького математика Аполлонія Перзького.

## Побудова
Почнемо з трьох кіл, кожне з яких є дотичним до двох інших. Далі рекурсивно додамо до наявної фігури кола, кожне з яких дотикається будь-яких трьох вже побудованих кіл. На першому кроці ми додамо два, на другому шість і так далі.
Продовжуючи побудову, ми додаємо 2·3n нових кіл на  n-ому кроці.
Замикання побудованих кіл називається сіткою Аполлонія.

## Властивості
- Сітка Аполлонія має розмірність Гаусдорфа близько 1,3057[1].
- Сітку Аполлонія можна подати як об'єднання двох підмножин, гомеоморфних трикутнику Серпінського, зі спільними вершинами.
- Підгрупа групи перетворень Мебіуса, що складається з таких перетворень, які переводять сітку Аполлонія в себе, діє транзитивно на колах сітки.
- Сітку Аполлонія можна визначити як граничну множину групи перетворень площини утвореної інверсіями в чотирьох попарно дотичних колах.

## Кривини
Кривина кола визначається як обернене до його радіусу.
- Від'ємна кривина вказує на те, що всі інші кола дотикаються до цього кола зсередини. Це обмежувальне коло.
- Нульова кривина дає пряму (коло з нескінченним радіусом).
- Додатна кривина вказує на те, що всі інші кола дотикаються до цього кола зовні. Це коло знаходиться всередині кола з від'ємною кривиною.

В сітці Аполлонія всі кола мають додатну кривину, крім одного, обмежувального кола.

## Цілі сітки Аполлонія
Нехай {\displaystyle a,b,c,d} позначають кривини чотирьох попарно дотичних кіл.
За теоремою Декарта:
{\displaystyle a^{2}+b^{2}+c^{2}+d^{2}={\tfrac {1}{2}}\cdot (a+b+c+d)^{2}}
Звідси випливає, що якщо чотири кола, що попарно дотикаються, мають цілі кривини, то й всі інші кола в їх сітці Аполлонія мають цілі кривини. Є нескінченно багато таких цілих сіток.

Нижче наведено декілька цілих сіток з позначеними кривинами кіл.

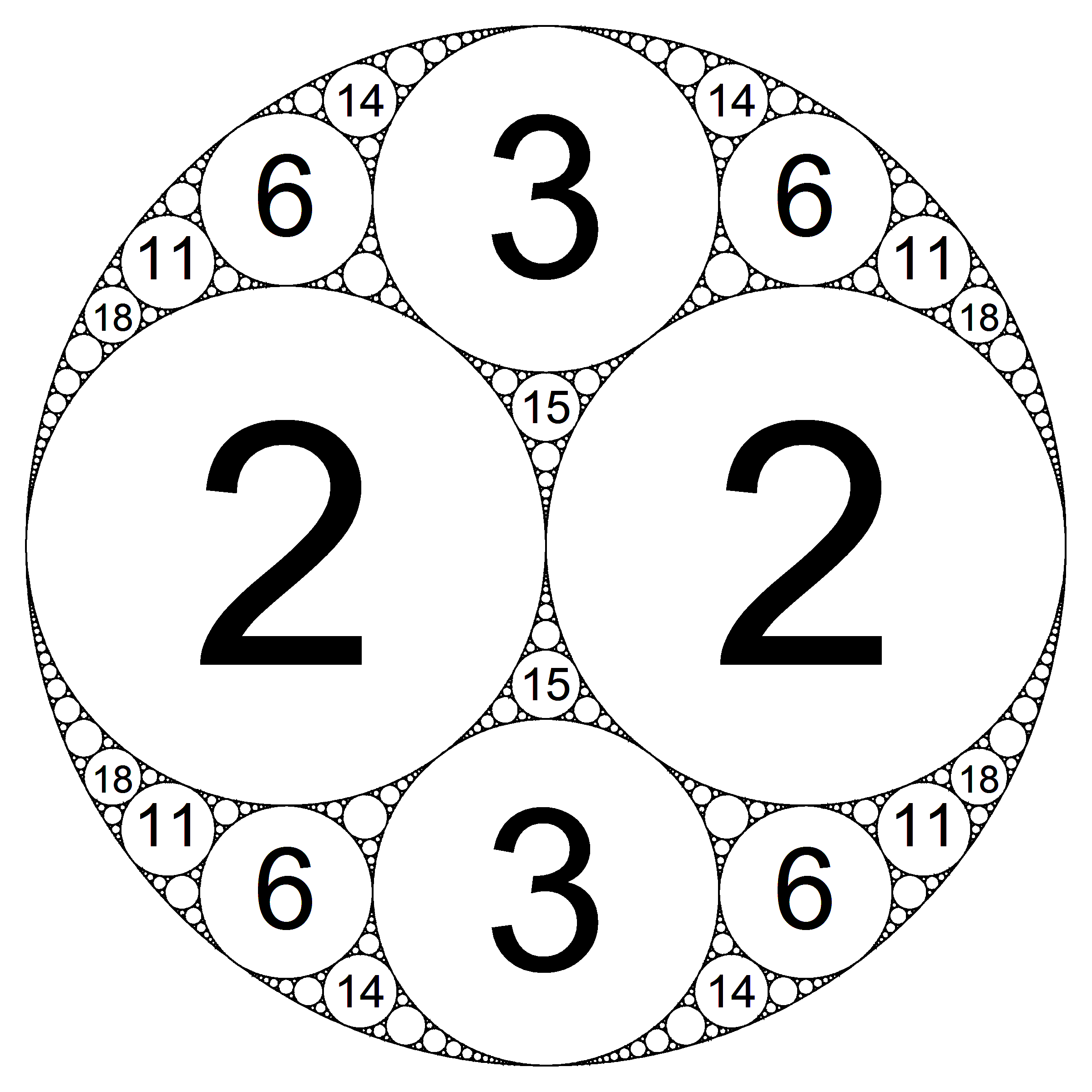
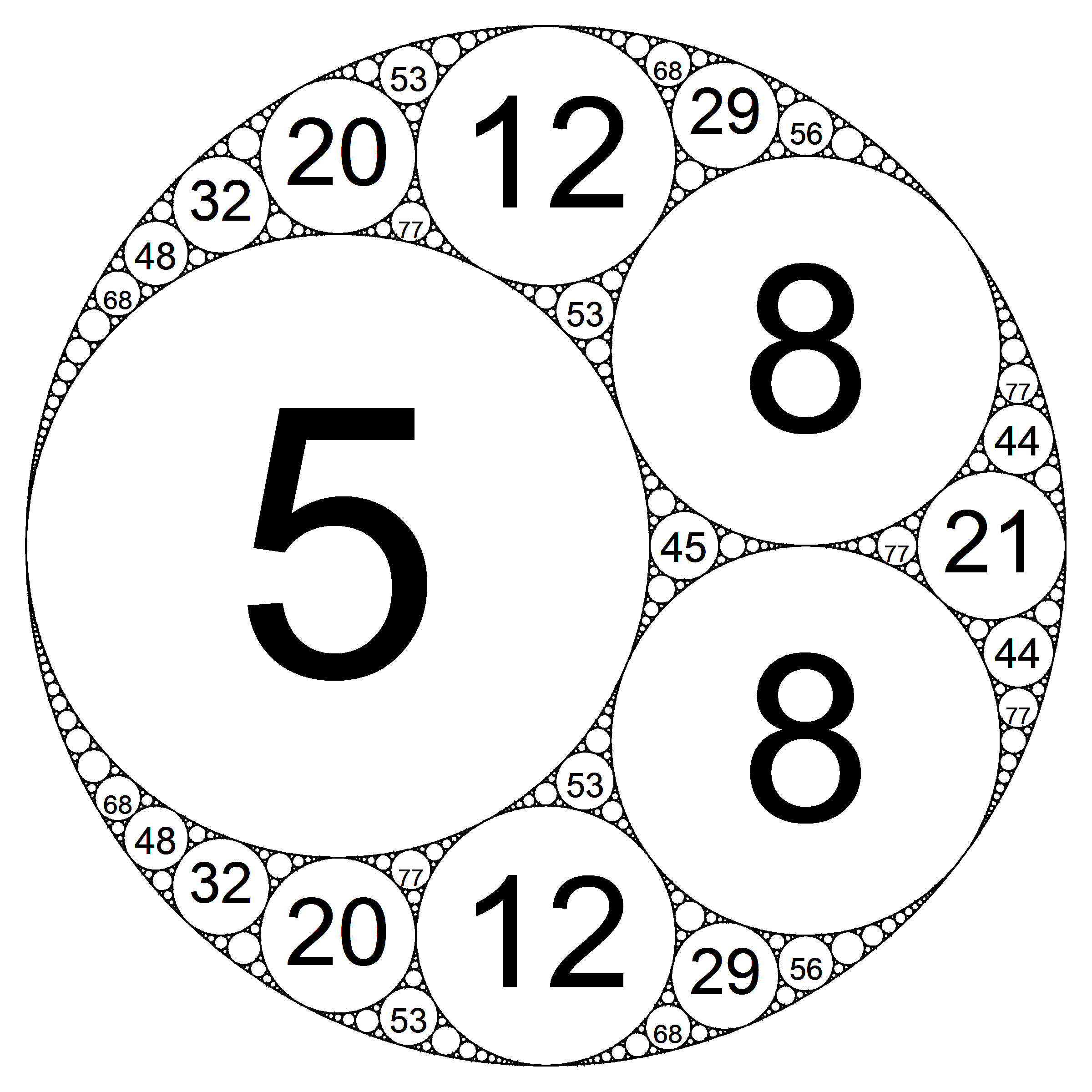
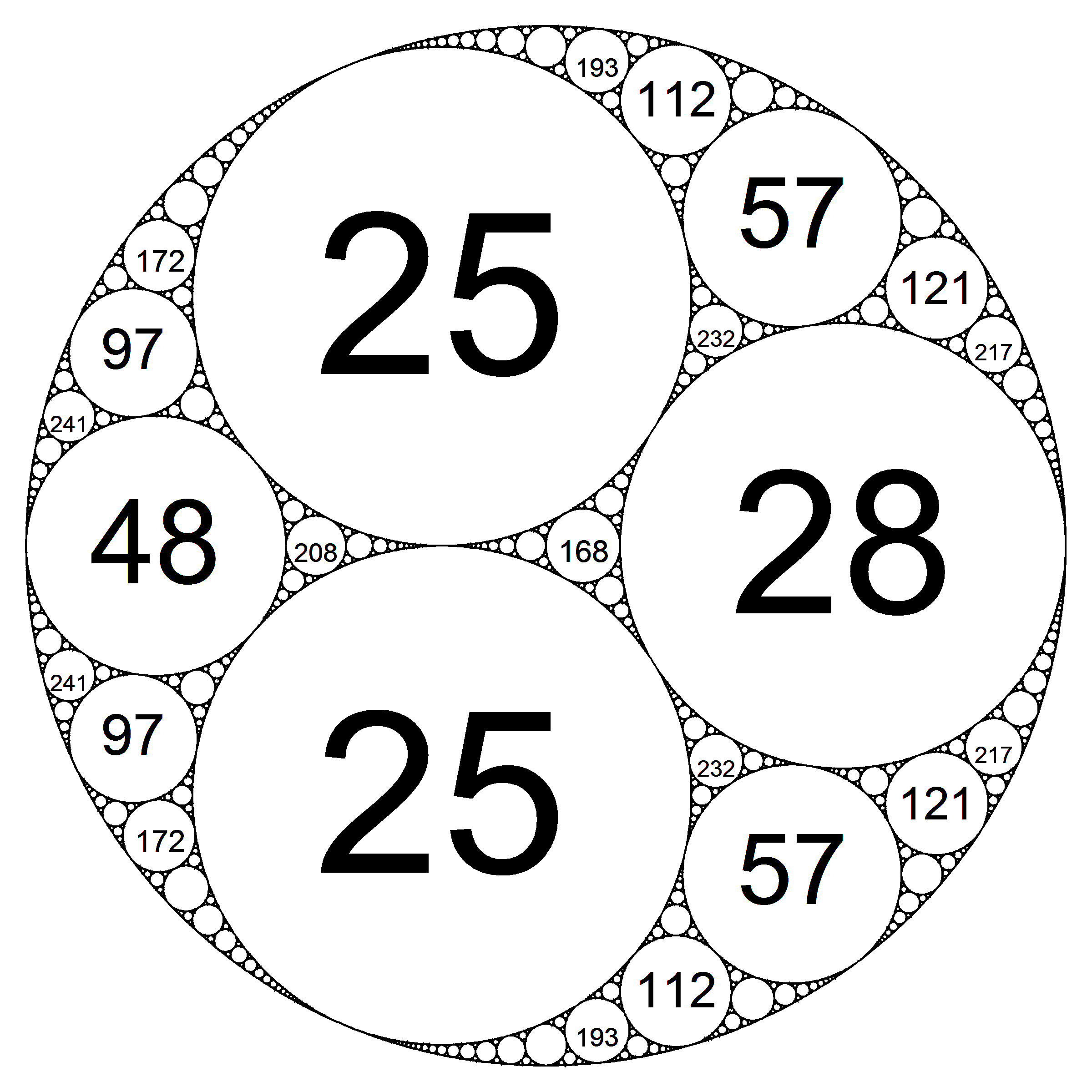
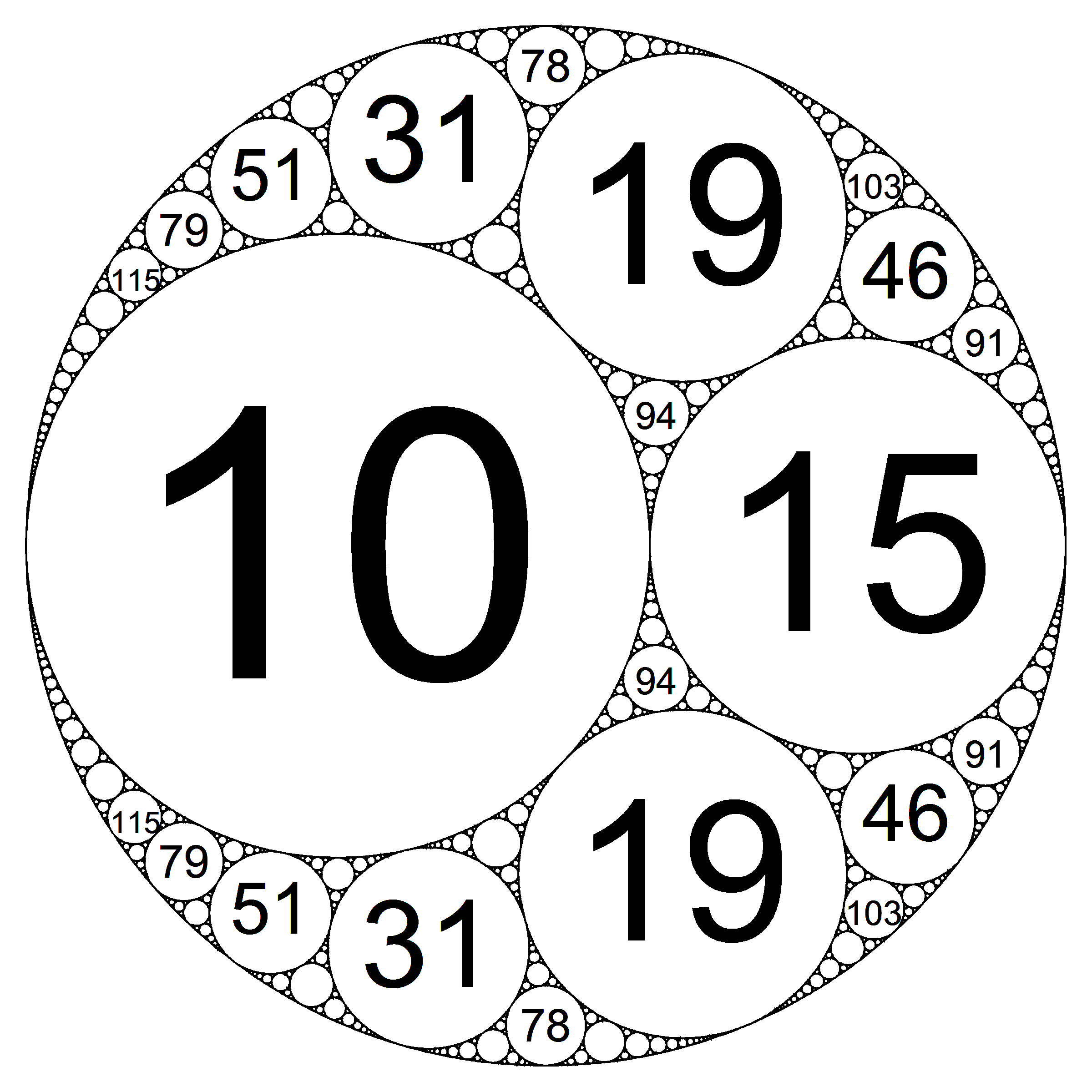
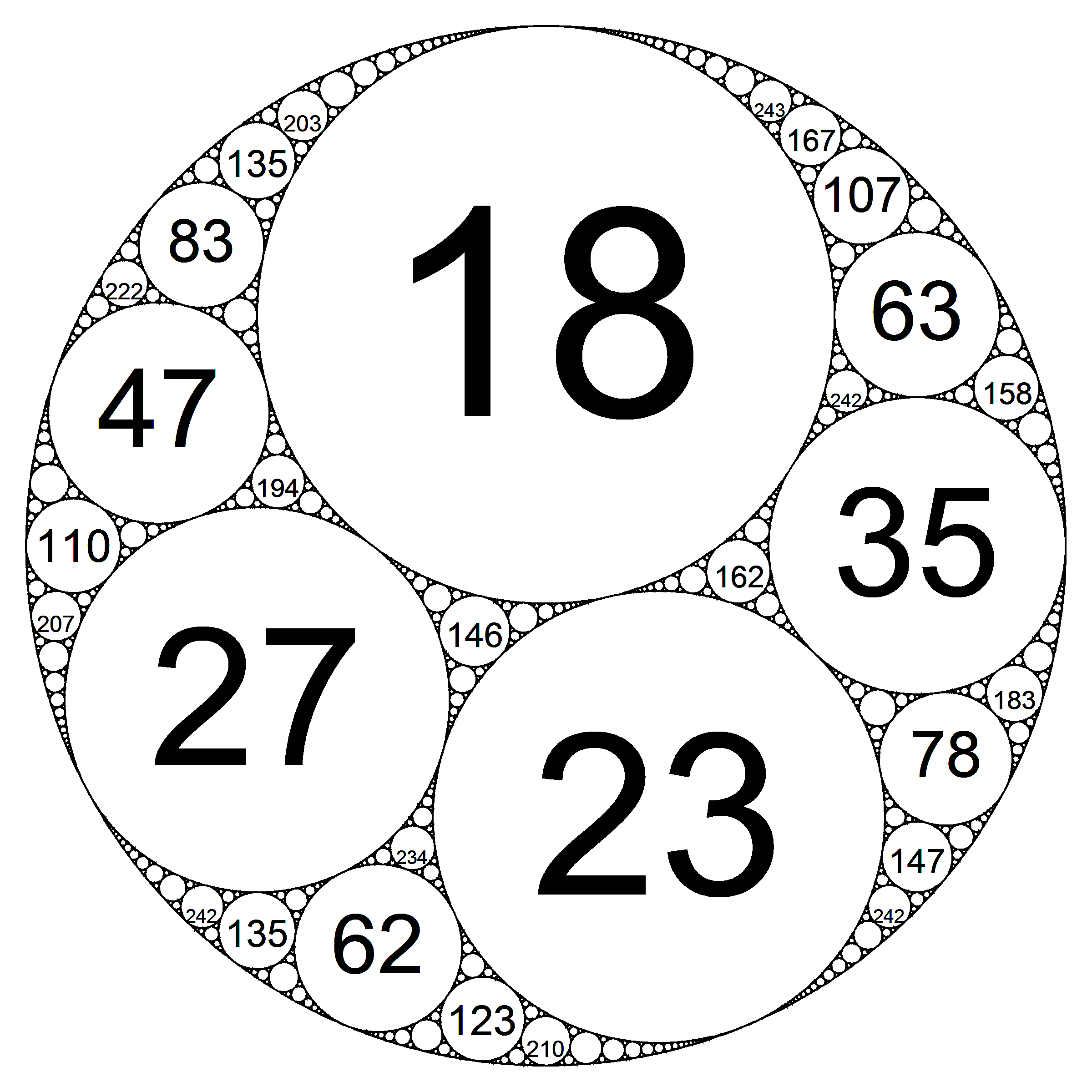

## Варіації й узагальнення

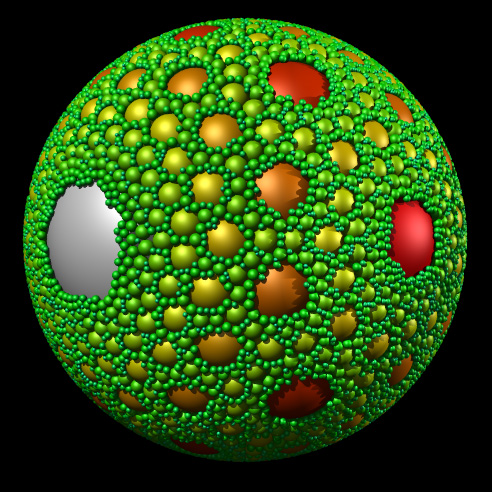
Аполлонієве пакування сфер

- Тривимірний еквівалент сітки Аполлонія - Аполлонієве пакування сфер.